# Coppa Italia di Serie B 2019-2020 (calcio a 5)
La Coppa Italia di Serie B 2019-2020 è stata la 22ª edizione della manifestazione riservata alle formazioni di Serie B di calcio a 5. Iniziata il 21 settembre 2019, la competizione si sarebbe dovuta concludere il 22 marzo 2020; tuttavia, la pandemia di COVID-19 del 2020 ha costretto la Divisione Calcio a 5 ad annullarne la fase finale.

## Formula
Alla competizione prendono parte tutte le società iscritte al campionato. Il torneo si articola in tre turni preliminari e la final eight. Al primo turno accedono tutte le 91 squadre iscritte al campionato nazionale di Serie B che vengono divise in 32 triangolari seguendo i gironi di campionato, accedono al turno successivo le vincenti dei rispettivi raggruppamenti. Il secondo e il terzo turno si svolgono ad eliminazione diretta, sempre tra squadre dello stesso girone. Le 8 squadre rimaste parteciperanno alla final eight in sede unica.

## Primo turno

### Regolamento
Si qualificano al secondo turno le 32 vincenti di ogni triangolare o accoppiamento. La squadra che riposa nella prima giornata è stata determinata per sorteggio, così come la squadra che disputa la prima gara in trasferta; nella seconda giornata riposa la squadra che avrà vinto la prima gara o, in caso di parità, quella che avrà disputato la prima gara in trasferta; nella terza giornata si svolge la gara fra le due squadre che non si sono incontrate in precedenza. Per determinare la squadra vincente si tiene conto, nell'ordine: dei punti ottenuti negli incontri disputati; della migliore differenza reti; del maggior numero di reti segnate. Persistendo ulteriore parità o nella ipotesi di completa parità tra le tre squadre la vincente è determinata per sorteggio. Gli incontri dei triangolari sono in programma il 21 e 28 settembre e il 21 dicembre.

### Gruppo 1

#### Triangolare 1
| Squadra      | P.ti | G | V | N | P | GF | GS | DR |
| ------------ | ---- | - | - | - | - | -- | -- | -- |
| Udine City   | 4    | 2 | 1 | 1 | 0 | 6  | 5  | +1 |
| Maccan Prata | 3    | 2 | 1 | 0 | 1 | 9  | 6  | +3 |
| Palmanova    | 1    | 2 | 0 | 1 | 1 | 8  | 12 | -4 |

| Squadra 1    | Risultato   | Squadra 2    |
| 1ª giornata  | 1ª giornata | 1ª giornata  |
| ------------ | ----------- | ------------ |
| Maccan Prata | 8 - 4       | Palmanova    |
| 2ª giornata  |             |              |
| Palmanova    | 4 - 4       | Udine City   |
| 3ª giornata  |             |              |
| Udine City   | 2 - 1       | Maccan Prata |

#### Triangolare 3
| Squadra          | P.ti | G | V | N | P | GF | GS | DR |
| ---------------- | ---- | - | - | - | - | -- | -- | -- |
| Altamarca        | 6    | 2 | 2 | 0 | 0 | 13 | 5  | +8 |
| Vicinalis        | 3    | 2 | 1 | 0 | 1 | 7  | 10 | -3 |
| Atletico Nervesa | 0    | 2 | 0 | 0 | 2 | 9  | 14 | -5 |

| Squadra 1        | Risultato   | Squadra 2        |
| 1ª giornata      | 1ª giornata | 1ª giornata      |
| ---------------- | ----------- | ---------------- |
| Vicinalis        | 7 - 4       | Atletico Nervesa |
| 2ª giornata      |             |                  |
| Atletico Nervesa | 5 - 7       | Altamarca        |
| 3ª giornata      |             |                  |
| Altamarca        | 6 - 0       | Vicinalis        |

#### Triangolare 2
| Squadra   | P.ti | G | V | N | P | GF | GS | DR |
| --------- | ---- | - | - | - | - | -- | -- | -- |
| Pordenone | 6    | 2 | 2 | 0 | 0 | 11 | 5  | +6 |
| Sedico    | 3    | 2 | 1 | 0 | 1 | 7  | 8  | -1 |
| Belluno   | 0    | 2 | 0 | 0 | 2 | 3  | 8  | -5 |

| Squadra 1   | Risultato   | Squadra 2   |
| 1ª giornata | 1ª giornata | 1ª giornata |
| ----------- | ----------- | ----------- |
| Sedico      | 3 - 2       | Belluno     |
| 2ª giornata |             |             |
| Belluno     | 1 - 5       | Pordenone   |
| 3ª giornata |             |             |
| Pordenone   | 6 - 4       | Sedico      |

#### Triangolare 4
| Squadra         | P.ti | G | V | N | P | GF | GS | DR |
| --------------- | ---- | - | - | - | - | -- | -- | -- |
| Arzignano Team  | 4    | 2 | 1 | 1 | 0 | 6  | 5  | +1 |
| Cornedo         | 2    | 2 | 0 | 2 | 0 | 9  | 9  | 0  |
| Città di Mestre | 1    | 2 | 0 | 1 | 1 | 6  | 7  | -1 |

| Squadra 1       | Risultato   | Squadra 2       |
| 1ª giornata     | 1ª giornata | 1ª giornata     |
| --------------- | ----------- | --------------- |
| Arzignano Team  | 4 - 4       | Cornedo         |
| 2ª giornata     |             |                 |
| Città di Mestre | 1 - 2       | Arzignano Team  |
| 3ª giornata     |             |                 |
| Cornedo         | 5 - 5       | Città di Mestre |

### Gruppo 2

#### Triangolare 1
| Squadra          | P.ti | G | V | N | P | GF | GS | DR |
| ---------------- | ---- | - | - | - | - | -- | -- | -- |
| Bubi Merano      | 6    | 2 | 2 | 0 | 0 | 12 | 5  | +7 |
| Atesina          | 3    | 2 | 1 | 0 | 1 | 5  | 7  | -2 |
| Olympia Rovereto | 0    | 2 | 0 | 0 | 2 | 5  | 10 | -5 |

| Squadra 1        | Risultato   | Squadra 2        |
| 1ª giornata      | 1ª giornata | 1ª giornata      |
| ---------------- | ----------- | ---------------- |
| Bubi Merano      | 6 - 4       | Olympia Rovereto |
| 2ª giornata      |             |                  |
| Olympia Rovereto | 1 - 4       | Atesina          |
| 3ª giornata      |             |                  |
| Atesina          | 1 - 6       | Bubi Merano      |

#### Triangolare 3
| Squadra     | P.ti | G | V | N | P | GF | GS | DR |
| ----------- | ---- | - | - | - | - | -- | -- | -- |
| Carmagnola  | 4    | 2 | 1 | 1 | 0 | 8  | 6  | +2 |
| Asti Orange | 4    | 2 | 1 | 1 | 0 | 9  | 8  | +1 |
| Fossano     | 0    | 2 | 0 | 0 | 2 | 8  | 11 | -3 |

| Squadra 1   | Risultato   | Squadra 2   |
| 1ª giornata | 1ª giornata | 1ª giornata |
| ----------- | ----------- | ----------- |
| Asti Orange | 6 - 5       | Fossano     |
| 2ª giornata |             |             |
| Fossano     | 3 - 5       | Carmagnola  |
| 3ª giornata |             |             |
| Carmagnola  | 3 - 3       | Asti Orange |

#### Triangolare 2
| Squadra        | P.ti | G | V | N | P | GF | GS | DR  |
| -------------- | ---- | - | - | - | - | -- | -- | --- |
| Domus Bresso   | 6    | 2 | 2 | 0 | 0 | 18 | 13 | +5  |
| Real Cornaredo | 3    | 2 | 1 | 0 | 1 | 17 | 11 | +6  |
| Bergamo        | 0    | 2 | 0 | 0 | 2 | 5  | 17 | -12 |

| Squadra 1      | Risultato   | Squadra 2      |
| 1ª giornata    | 1ª giornata | 1ª giornata    |
| -------------- | ----------- | -------------- |
| Real Cornaredo | 9 - 0       | Bergamo        |
| 2ª giornata    |             |                |
| Bergamo        | 5 - 8       | Domus Bresso   |
| 3ª giornata    |             |                |
| Domus Bresso   | 11 - 8      | Real Cornaredo |

#### Accoppiamento
| Squadra 1      | Totale | Squadra 2 | Andata | Ritorno     |
| -------------- | ------ | --------- | ------ | ----------- |
| Videoton Crema | 10 - 9 | Lecco     | 3 - 3  | 7 - 6 (dts) |

### Gruppo 3

#### Triangolare 1
| Squadra          | P.ti | G | V | N | P | GF | GS | DR |
| ---------------- | ---- | - | - | - | - | -- | -- | -- |
| Sangiovannese    | 6    | 2 | 2 | 0 | 0 | 14 | 11 | +3 |
| Poggibonsese     | 3    | 2 | 1 | 0 | 1 | 15 | 11 | +4 |
| Atlante Grosseto | 0    | 2 | 0 | 0 | 2 | 2  | 9  | -7 |

| Squadra 1        | Risultato   | Squadra 2        |
| 1ª giornata      | 1ª giornata | 1ª giornata      |
| ---------------- | ----------- | ---------------- |
| Atlante Grosseto | 2 - 3       | Sangiovannese    |
| 2ª giornata      |             |                  |
| Poggibonsese     | 6 - 0       | Atlante Grosseto |
| 3ª giornata      |             |                  |
| Sangiovannese    | 11 - 9      | Poggibonsese     |

#### Triangolare 3
| Squadra     | P.ti | G | V | N | P | GF | GS | DR |
| ----------- | ---- | - | - | - | - | -- | -- | -- |
| Lastrigiana | 6    | 2 | 2 | 0 | 0 | 13 | 5  | +8 |
| Aposa       | 3    | 2 | 1 | 0 | 1 | 6  | 8  | -2 |
| Sant'Agata  | 0    | 2 | 0 | 0 | 2 | 6  | 12 | -6 |

| Squadra 1   | Risultato   | Squadra 2   |
| 1ª giornata | 1ª giornata | 1ª giornata |
| ----------- | ----------- | ----------- |
| Aposa       | 4 - 3       | Sant'Agata  |
| 2ª giornata |             |             |
| Sant'Agata  | 3 - 8       | Lastrigiana |
| 3ª giornata |             |             |
| Lastrigiana | 5 - 2       | Aposa       |

#### Triangolare 2
| Squadra           | P.ti | G | V | N | P | GF | GS | DR  |
| ----------------- | ---- | - | - | - | - | -- | -- | --- |
| Prato             | 6    | 2 | 2 | 0 | 0 | 14 | 1  | +13 |
| Mattagnanese      | 3    | 2 | 1 | 0 | 1 | 9  | 8  | +1  |
| Athletic Chiavari | 0    | 2 | 0 | 0 | 2 | 3  | 17 | -14 |

| Squadra 1         | Risultato   | Squadra 2         |
| 1ª giornata       | 1ª giornata | 1ª giornata       |
| ----------------- | ----------- | ----------------- |
| Prato             | 8 - 1       | Athletic Chiavari |
| 2ª giornata       |             |                   |
| Athletic Chiavari | 2 - 9       | Mattagnanese      |
| 3ª giornata       |             |                   |
| Mattagnanese      | 0 - 6       | Prato             |

#### Triangolare 4
| Squadra               | P.ti | G | V | N | P | GF | GS | DR |
| --------------------- | ---- | - | - | - | - | -- | -- | -- |
| Pro Patria San Felice | 6    | 2 | 2 | 0 | 0 | 8  | 5  | +3 |
| Cavezzo               | 3    | 2 | 1 | 0 | 1 | 8  | 6  | +2 |
| Bagnolo               | 0    | 2 | 0 | 0 | 2 | 6  | 11 | -5 |

| Squadra 1             | Risultato   | Squadra 2             |
| 1ª giornata           | 1ª giornata | 1ª giornata           |
| --------------------- | ----------- | --------------------- |
| Pro Patria San Felice | 5 - 3       | Bagnolo               |
| 2ª giornata           |             |                       |
| Bagnolo               | 3 - 6       | Cavezzo               |
| 3ª giornata           |             |                       |
| Cavezzo               | 2 - 3       | Pro Patria San Felice |

### Gruppo 4

#### Triangolare 1
| Squadra  | P.ti | G | V | N | P | GF | GS | DR  |
| -------- | ---- | - | - | - | - | -- | -- | --- |
| Faventia | 6    | 2 | 2 | 0 | 0 | 18 | 7  | +11 |
| Cesena   | 3    | 2 | 1 | 0 | 1 | 8  | 9  | -1  |
| Cagli    | 0    | 2 | 0 | 0 | 2 | 4  | 16 | -12 |

| Squadra 1   | Risultato   | Squadra 2   |
| 1ª giornata | 1ª giornata | 1ª giornata |
| ----------- | ----------- | ----------- |
| Cesena      | 4 - 6       | Faventia    |
| 2ª giornata |             |             |
| Cagli       | 3 - 4       | Cesena      |
| 3ª giornata |             |             |
| Faventia    | 12 - 1      | Cagli       |

#### Triangolare 3
| Squadra            | P.ti | G | V | N | P | GF | GS | DR  |
| ------------------ | ---- | - | - | - | - | -- | -- | --- |
| Real Dem           | 6    | 2 | 2 | 0 | 0 | 14 | 3  | +11 |
| Free Time L'Aquila | 3    | 2 | 1 | 0 | 1 | 5  | 11 | -6  |
| Askl               | 0    | 2 | 0 | 0 | 2 | 3  | 8  | -5  |

| Squadra 1          | Risultato   | Squadra 2          |
| 1ª giornata        | 1ª giornata | 1ª giornata        |
| ------------------ | ----------- | ------------------ |
| Free Time L'Aquila | 4 - 1       | Askl               |
| 2ª giornata        |             |                    |
| Askl               | 2 - 4       | Real Dem           |
| 3ª giornata        |             |                    |
| Real Dem           | 10 - 1      | Free Time L'Aquila |

#### Triangolare 2
| Squadra    | P.ti | G | V | N | P | GF | GS | DR |
| ---------- | ---- | - | - | - | - | -- | -- | -- |
| CUS Ancona | 6    | 2 | 2 | 0 | 0 | 7  | 5  | +2 |
| Eta Beta   | 3    | 2 | 1 | 0 | 1 | 4  | 3  | +1 |
| Corinaldo  | 0    | 2 | 0 | 0 | 2 | 5  | 8  | -3 |

| Squadra 1   | Risultato   | Squadra 2   |
| 1ª giornata | 1ª giornata | 1ª giornata |
| ----------- | ----------- | ----------- |
| Eta Beta    | 1 - 2       | CUS Ancona  |
| 2ª giornata |             |             |
| Corinaldo   | 1 - 3       | Eta Beta    |
| 3ª giornata |             |             |
| CUS Ancona  | 5 - 4       | Corinaldo   |

#### Triangolare 4
| Squadra     | P.ti | G | V | N | P | GF | GS | DR  |
| ----------- | ---- | - | - | - | - | -- | -- | --- |
| Vis Gubbio  | 6    | 2 | 2 | 0 | 0 | 16 | 6  | +10 |
| Grottaccia  | 3    | 2 | 1 | 0 | 1 | 11 | 13 | -2  |
| CTS Grafica | 0    | 2 | 0 | 0 | 2 | 5  | 13 | -8  |

| Squadra 1   | Risultato   | Squadra 2   |
| 1ª giornata | 1ª giornata | 1ª giornata |
| ----------- | ----------- | ----------- |
| Vis Gubbio  | 10 - 4      | Grottaccia  |
| 2ª giornata |             |             |
| Grottaccia  | 7 - 3       | CTS Grafica |
| 3ª giornata |             |             |
| CTS Grafica | 2 - 6       | Vis Gubbio  |

### Gruppo 5

#### Triangolare 1
| Squadra        | P.ti | G | V | N | P | GF | GS | DR  |
| -------------- | ---- | - | - | - | - | -- | -- | --- |
| FFC Cagliari   | 6    | 2 | 2 | 0 | 0 | 13 | 3  | +10 |
| Monastir       | 3    | 2 | 1 | 0 | 1 | 7  | 12 | -5  |
| Club San Paolo | 0    | 2 | 0 | 0 | 2 | 6  | 11 | -5  |

| Squadra 1      | Risultato   | Squadra 2      |
| 1ª giornata    | 1ª giornata | 1ª giornata    |
| -------------- | ----------- | -------------- |
| FFC Cagliari   | 5 - 2       | Club San Paolo |
| 2ª giornata    |             |                |
| Club San Paolo | 4 - 6       | Monastir       |
| 3ª giornata    |             |                |
| Monastir       | 1 - 8       | FFC Cagliari   |

#### Triangolare 3
| Squadra           | P.ti | G | V | N | P | GF | GS | DR |
| ----------------- | ---- | - | - | - | - | -- | -- | -- |
| Fortitudo Pomezia | 6    | 2 | 2 | 0 | 0 | 15 | 8  | +7 |
| Velletri          | 3    | 2 | 1 | 0 | 1 | 9  | 12 | -3 |
| Forte Colleferro  | 0    | 2 | 0 | 0 | 2 | 4  | 8  | -4 |

| Squadra 1         | Risultato   | Squadra 2         |
| 1ª giornata       | 1ª giornata | 1ª giornata       |
| ----------------- | ----------- | ----------------- |
| Velletri          | 6 - 10      | Fortitudo Pomezia |
| 2ª giornata       |             |                   |
| Forte Colleferro  | 2 - 3       | Velletri          |
| 3ª giornata       |             |                   |
| Fortitudo Pomezia | 5 - 2       | Forte Colleferro  |

#### Triangolare 2
| Squadra          | P.ti | G | V | N | P | GF | GS | DR  |
| ---------------- | ---- | - | - | - | - | -- | -- | --- |
| Roma 3Z          | 4    | 2 | 1 | 1 | 0 | 11 | 3  | +8  |
| Sporting Juvenia | 4    | 2 | 1 | 1 | 0 | 10 | 5  | +5  |
| Carbognano       | 0    | 2 | 0 | 0 | 2 | 2  | 15 | -13 |

| Squadra 1        | Risultato   | Squadra 2        |
| 1ª giornata      | 1ª giornata | 1ª giornata      |
| ---------------- | ----------- | ---------------- |
| Carbognano       | 0 - 8       | Roma 3Z          |
| 2ª giornata      |             |                  |
| Sporting Juvenia | 7 - 2       | Carbognano       |
| 3ª giornata      |             |                  |
| Roma 3Z          | 3 - 3       | Sporting Juvenia |

#### Accoppiamento
| Squadra 1 | Totale  | Squadra 2 | Andata | Ritorno |
| --------- | ------- | --------- | ------ | ------- |
| Ossi      | 10 - 11 | Jasnagora | 4 - 3  | 6 - 8   |

### Gruppo 6

#### Triangolare 1
| Squadra        | P.ti | G | V | N | P | GF | GS | DR |
| -------------- | ---- | - | - | - | - | -- | -- | -- |
| Limatola       | 6    | 2 | 2 | 0 | 0 | 11 | 3  | +8 |
| Junior Domitia | 3    | 2 | 1 | 0 | 1 | 7  | 9  | -2 |
| Parete         | 0    | 2 | 0 | 0 | 2 | 6  | 12 | -6 |

| Squadra 1      | Risultato   | Squadra 2      |
| 1ª giornata    | 1ª giornata | 1ª giornata    |
| -------------- | ----------- | -------------- |
| Parete         | 3 - 5       | Limatola       |
| 2ª giornata    |             |                |
| Junior Domitia | 7 - 3       | Parete         |
| 3ª giornata    |             |                |
| Limatola       | 6 - 0       | Junior Domitia |

#### Triangolare 3
| Squadra          | P.ti | G | V | N | P | GF | GS | DR |
| ---------------- | ---- | - | - | - | - | -- | -- | -- |
| Sporting Venafro | 3    | 2 | 1 | 0 | 1 | 7  | 5  | +2 |
| Chaminade        | 3    | 2 | 1 | 0 | 1 | 5  | 3  | +2 |
| Torremaggiore    | 3    | 2 | 1 | 0 | 1 | 5  | 9  | -4 |

| Squadra 1        | Risultato   | Squadra 2        |
| 1ª giornata      | 1ª giornata | 1ª giornata      |
| ---------------- | ----------- | ---------------- |
| Sporting Venafro | 3 - 0       | Chaminade        |
| 2ª giornata      |             |                  |
| Chaminade        | 5 - 0       | Torremaggiore    |
| 3ª giornata      |             |                  |
| Torremaggiore    | 5 - 4       | Sporting Venafro |

#### Triangolare 2
| Squadra             | P.ti | G | V | N | P | GF | GS | DR |
| ------------------- | ---- | - | - | - | - | -- | -- | -- |
| Leoni Acerra        | 3    | 2 | 1 | 0 | 1 | 14 | 9  | +5 |
| Alma Salerno        | 3    | 2 | 1 | 0 | 1 | 8  | 8  | 0  |
| San Gerardo Potenza | 3    | 2 | 1 | 0 | 1 | 10 | 15 | -5 |

| Squadra 1           | Risultato   | Squadra 2           |
| 1ª giornata         | 1ª giornata | 1ª giornata         |
| ------------------- | ----------- | ------------------- |
| Leoni Acerra        | 11 - 5      | San Gerardo Potenza |
| 2ª giornata         |             |                     |
| San Gerardo Potenza | 5 - 4       | Alma Salerno        |
| 3ª giornata         |             |                     |
| Alma Salerno        | 4 - 3       | Leoni Acerra        |

#### Accoppiamento
| Squadra 1 | Totale  | Squadra 2      | Andata | Ritorno |
| --------- | ------- | -------------- | ------ | ------- |
| Aprilia   | 10 - 13 | Real Terracina | 7 - 5  | 3 - 8   |

### Gruppo 7

#### Triangolare 1
| Squadra          | P.ti | G | V | N | P | GF | GS | DR |
| ---------------- | ---- | - | - | - | - | -- | -- | -- |
| Bernalda         | 6    | 2 | 2 | 0 | 0 | 14 | 8  | +6 |
| New Taranto      | 3    | 2 | 1 | 0 | 1 | 10 | 11 | -1 |
| Olympique Ostuni | 0    | 2 | 0 | 0 | 2 | 5  | 10 | -5 |

| Squadra 1        | Risultato   | Squadra 2        |
| 1ª giornata      | 1ª giornata | 1ª giornata      |
| ---------------- | ----------- | ---------------- |
| Olympique Ostuni | 3 - 5       | Bernalda         |
| 2ª giornata      |             |                  |
| New Taranto      | 5 - 2       | Olympique Ostuni |
| 3ª giornata      |             |                  |
| Bernalda         | 9 - 5       | New Taranto      |

#### Triangolare 3
| Squadra         | P.ti | G | V | N | P | GF | GS | DR |
| --------------- | ---- | - | - | - | - | -- | -- | -- |
| Aquile Molfetta | 4    | 2 | 1 | 1 | 0 | 10 | 6  | +4 |
| Giovinazzo      | 2    | 2 | 0 | 2 | 0 | 11 | 11 | 0  |
| Canosa          | 1    | 2 | 0 | 1 | 1 | 7  | 11 | -4 |

| Squadra 1       | Risultato   | Squadra 2       |
| 1ª giornata     | 1ª giornata | 1ª giornata     |
| --------------- | ----------- | --------------- |
| Aquile Molfetta | 5 - 5       | Giovinazzo      |
| 2ª giornata     |             |                 |
| Canosa          | 1 - 5       | Aquile Molfetta |
| 3ª giornata     |             |                 |
| Giovinazzo      | 6 - 6       | Canosa          |

#### Triangolare 2
| Squadra          | P.ti | G | V | N | P | GF | GS | DR  |
| ---------------- | ---- | - | - | - | - | -- | -- | --- |
| Futura Matera    | 6    | 2 | 2 | 0 | 0 | 12 | 4  | +8  |
| Or.Sa. Viggiano  | 3    | 2 | 1 | 0 | 1 | 7  | 5  | +2  |
| Real Team Matera | 0    | 2 | 0 | 0 | 2 | 2  | 12 | -10 |

| Squadra 1        | Risultato   | Squadra 2        |
| 1ª giornata      | 1ª giornata | 1ª giornata      |
| ---------------- | ----------- | ---------------- |
| Futura Matera    | 4 - 3       | Or.Sa. Viggiano  |
| 2ª giornata      |             |                  |
| Or.Sa. Viggiano  | 4 - 1       | Real Team Matera |
| 3ª giornata      |             |                  |
| Real Team Matera | 1 - 8       | Futura Matera    |

#### Accoppiamento
| Squadra 1      | Totale | Squadra 2 | Andata | Ritorno     |
| -------------- | ------ | --------- | ------ | ----------- |
| Diaz Bisceglie | 8 - 7  | Capurso   | 2 - 5  | 6 - 2 (dts) |

### Gruppo 8

#### Triangolare 1
| Squadra           | P.ti | G | V | N | P | GF | GS | DR |
| ----------------- | ---- | - | - | - | - | -- | -- | -- |
| Arcobaleno Ispica | 6    | 2 | 2 | 0 | 0 | 10 | 1  | +9 |
| Mascalucia        | 1    | 2 | 0 | 1 | 1 | 3  | 6  | -3 |
| Mascalucia Futsal | 1    | 2 | 0 | 1 | 1 | 2  | 8  | -6 |

| Squadra 1         | Risultato   | Squadra 2         |
| 1ª giornata       | 1ª giornata | 1ª giornata       |
| ----------------- | ----------- | ----------------- |
| Mascalucia        | 1 - 4       | Arcobaleno Ispica |
| 2ª giornata       |             |                   |
| Mascalucia Futsal | 2 - 2       | Mascalucia        |
| 3ª giornata       |             |                   |
| Arcobaleno Ispica | 6 - 0       | Mascalucia Futsal |

#### Triangolare 3
| Squadra          | P.ti | G | V | N | P | GF | GS | DR |
| ---------------- | ---- | - | - | - | - | -- | -- | -- |
| Città di Cosenza | 6    | 2 | 2 | 0 | 0 | 10 | 2  | +8 |
| Bovalino         | 3    | 2 | 1 | 0 | 1 | 7  | 12 | -5 |
| Lamezia          | 0    | 2 | 0 | 0 | 2 | 8  | 11 | -3 |

| Squadra 1        | Risultato   | Squadra 2        |
| 1ª giornata      | 1ª giornata | 1ª giornata      |
| ---------------- | ----------- | ---------------- |
| Città di Cosenza | 6 - 0       | Bovalino         |
| 2ª giornata      |             |                  |
| Bovalino         | 7 - 6       | Lamezia          |
| 3ª giornata      |             |                  |
| Lamezia          | 2 - 4       | Città di Cosenza |

#### Triangolare 2
| Squadra    | P.ti | G | V | N | P | GF | GS | DR |
| ---------- | ---- | - | - | - | - | -- | -- | -- |
| Pro Nissa  | 4    | 2 | 1 | 1 | 0 | 9  | 2  | +7 |
| GEAR Sport | 4    | 2 | 1 | 1 | 0 | 7  | 5  | +2 |
| Akragas    | 0    | 2 | 0 | 0 | 2 | 3  | 12 | -9 |

| Squadra 1   | Risultato   | Squadra 2   |
| 1ª giornata | 1ª giornata | 1ª giornata |
| ----------- | ----------- | ----------- |
| Akragas     | 0 - 7       | Pro Nissa   |
| 2ª giornata |             |             |
| GEAR Sport  | 5 - 3       | Akragas     |
| 3ª giornata |             |             |
| Pro Nissa   | 2 - 2       | GEAR Sport  |

#### Accoppiamento
| Squadra 1           | Totale | Squadra 2    | Andata | Ritorno |
| ------------------- | ------ | ------------ | ------ | ------- |
| Polisportiva Futura | 14 - 6 | SIAC Messina | 10 - 2 | 4 - 4   |

## Secondo turno
Il secondo turno, in programma l'11 gennaio 2020, prevede due accoppiamenti per ogni gruppo da disputarsi in gara unica. La composizione degli accoppiamenti è stata definita tramite sorteggio.
| Squadra 1             | Risultato       | Squadra 2         |
| --------------------- | --------------- | ----------------- |
| Pordenone             | 6 - 5           | Udine City        |
| Altamarca             | 5 - 4           | Arzignano Team    |
| Bubi Merano           | 6 - 4           | Domus Bresso      |
| Carmagnola            | 8 - 3           | Videoton Crema    |
| Prato                 | 1-2             | Sangiovannese     |
| Pro Patria San Felice | 6 - 6 (3-1 dtr) | Lastrigiana       |
| Faventia              | 3 - 4           | CUS Ancona        |
| Real Dem              | 5 - 4           | Vis Gubbio        |
| Jasnagora             | 2 - 7           | FFC Cagliari      |
| Roma 3Z               | 6 - 8 (dts)     | Fortitudo Pomezia |
| Limatola              | 3 - 4           | Real Terracina    |
| Sporting Venafro      | 7 - 4           | Leoni Acerra      |
| Futura Matera         | 2 - 8           | Bernalda          |
| Diaz Bisceglie        | 2 - 6           | Aquile Molfetta   |
| Pro Nissa             | 8 - 4           | Arcobaleno Ispica |
| Polisportiva Futura   | 1 - 3           | Città di Cosenza  |

## Terzo turno
Il terzo turno, in programma tra l'11 febbraio e il 3 marzo 2020, prevede un accoppiamento per ogni gruppo da disputarsi in gara unica. La squadra di casa è determinata tramite sorteggio. Le vincitrici del terzo turno si sarebbero qualificate alla fase finale che, tuttavia, è stata annullata a causa dell'emergenza sanitaria.
| Squadra 1         | Risultato    | Squadra 2             |
| ----------------- | ------------ | --------------------- |
| Pordenone         | 4 - 3        | Altamarca             |
| Bubi Merano       | 4 - 0        | Carmagnola            |
| Sangiovannese     | 13 - 8       | Pro Patria San Felice |
| CUS Ancona        | 6 - 0        | Real Dem              |
| Fortitudo Pomezia | 1 - 4        | FFC Cagliari          |
| Real Terracina    | 8 - 9        | Sporting Venafro      |
| Aquile Molfetta   | 5 - 2        | Bernalda              |
| Città di Cosenza  | 10 - 7 (dts) | Pro Nissa             |